# ジャン・アレキシス・シャンボン
ジャン・アレキシス・シャンボン（仏: Jean Baptiste Alexis Chambon、1875年3月18日 - 1948年9月8日）は、キリスト教・カトリックのフランス人宣教師である。パリ外国宣教会所属で、カトリック東京大司教区の第5代大司教（教区長）、および横浜司教区の初代教区長を務めた。

## 生涯
1875年（明治8年）3月18日、フランスのピュイ＝ド＝ドーム県ヴォロール＝ヴィル（クレルモン司教区）で生まれる。生まれてすぐに母を失い、司祭であった叔父に養育された。シュルピエールで中等科を卒業し、クレルモンの大神学校で学び、1898年（明治31年）、助祭としてパリ外国宣教会に入会した。1899年（明治32年）9月23日に司祭に叙階され、同年10月24日、フランスを出発し日本へ向かった。
翌1900年（明治33年）、任地の函館教区（現在の仙台教区）に到着、一関の教会で2年間助任司祭として働きながら日本語を覚え、その後3年間、仙台神学校の校長を務めた。1905年（明治38年）から9年間、函館司教座聖堂の主任司祭を務めたが、1914年（大正3年）に第一次世界大戦が勃発すると、看護兵として召集されてフランスに帰国した。終戦後の1918年（大正7年）に再来日し、初代駐日教皇使節フマゾニ・ビオンディ大司教の秘書を1年間務めた後、1921年（大正10年）フランスに戻り、パリ外国宣教会本部顧問会の日本宣教師代表を5年間務めた。
1927年（昭和2年）3月16日、教皇ピオ11世により東京大司教に任命され、同年5月4日、パリ外国宣教会総長により司教に叙階された。翌1928年（昭和3年）には邦人司祭を育成するため、東京都板橋区石神井関町（現在の練馬区関町東）に5,000坪の土地を購入し、翌1929年（昭和4年）にはパリ外国宣教会より寄付を得て大神学校を設立し、ソーヴール・カンドウ神父を校長に迎えた。
1937年（昭和12年）2月に東京大司教の職務を土井辰雄に委任し同年11月9日に東京大司教区より分離した横浜司教区が新設されると、自らその初代教区長に就任した。しかし、1940年（昭和15年）11月12日にローマ教皇庁からの要請によって辞任し、現在の神奈川県横浜市戸塚区にあるマリアの宣教者フランシスコ修道会修練院に移り、同院付き司祭となった。
1948年（昭和23年）2月2日に脳溢血で倒れ、横浜一般病院（ゼネラルホスピタル）に入院し、3ヵ月間の入院で回復したかに見えたが、8月に再び脳溢血で倒れ、同年9月8日に同院にて死去した。

## 著書
- 救癩五十年苦鬪史 神山復生病院 藤楓協会、1959年[注釈 2]